# Kigen Nisennen
Albums de The Folk Crusaders
Harenchi
(1967) Tōsei Imayō Min'yō Onshū Kai/The Folk Crusaders in Concert
(1968)
Kigen Nisennen (紀元弐阡年, Kigen Nisennen) est le deuxième album des Folk Crusaders, sorti en 1968. C'est leur premier album à connaître une véritable distribution, le groupe étant porté par le succès du simple Kaette Kita Yopparai, qui s'est vendu à plus d'1 million 250 000 exemplaires. Le morceau était déjà présent sur leur premier album, Harenchi, mais ce dernier n'a connu qu'une distribution confidentielle. L'album a eu un certain impact sur la scène musicale populaire japonaise en son temps.

## Réception critique
En 1996, l'album est couvert dans l'ouvrage collectif 100 Albums from Japanese Rock/Folk 1968-1978 Complete Album Guide, qui avait pour vocation de faire connaître les 100 meilleurs artistes de la période 1968-1978 via ce que les éditeurs considéraient comme leur meilleur album.
Il est aussi couvert dans le livre Rock Chronicles Japan Vol. 1 1968-1980, un ouvrage collectif de 50 auteurs de 1999, qui se fixait pour objectif (avec le Vol. 2) de détailler les 333 albums essentiels du rock japonais.
En août 2010, le magazine Record Collectors' Magazine classe l'album 7e dans son top 100 des meilleurs albums de folk et de rock japonais des années 60-70. Plus tard la même année, dans le cadre de l'ouvrage Nihon no Rock/Folk Album Best 100 1960-1989, l'équipe du même magazine le classera 8e.

## Liste des pistes
| No  | Titre                   | Durée |
| --- | ----------------------- | ----- |
| 1.  | Kigen Nisennen          | 1:42  |
| 2.  | Kaette Kita Yopparai    | 3:24  |
| 3.  | Kanashikute Yarikirenai | 3:08  |
| 4.  | Dracula no Koi          | 2:20  |
| 5.  | Mizumushi no Uta        | 2:52  |
| 6.  | Ōburugai                | 2:15  |
| 7.  | Sasurai no Yopparai     | 3:06  |
| 8.  | Hana no Kaori ni        | 3:04  |
| 9.  | Yagi San Yuubin         | 2:28  |
| 10. | Lady Jane no Densetsu   | 3:05  |
| 11. | Kobu no Nai Rakuda      | 3:19  |
| 12. | Nan no Tame ni          | 3:11  |